# Washington (Oklahoma)
Washington és un poble dels Estats Units a l'estat d'Oklahoma. Segons el cens del 2000 tenia 520 habitants.

## Demografia
Segons el cens del 2000, Washington tenia 520 habitants, 186 habitatges, i 146 famílies. La densitat de població era de 194,9 habitants per km².
Dels 186 habitatges en un 42,5% hi vivien nens de menys de 18 anys, en un 65,1% hi vivien parelles casades, en un 9,7% dones solteres, i en un 21% no eren unitats familiars. En el 18,3% dels habitatges hi vivien persones soles el 10,8% de les quals corresponia a persones de 65 anys o més que vivien soles. El nombre mitjà de persones vivint en cada habitatge era de 2,8 i el nombre mitjà de persones que vivien en cada família era de 3,18.
Per edats la població es repartia de la següent manera: un 31,7% tenia menys de 18 anys, un 6,7% entre 18 i 24, un 31,9% entre 25 i 44, un 17,5% de 45 a 60 i un 12,1% 65 anys o més.
L'edat mediana era de 32 anys. Per cada 100 dones de 18 o més anys hi havia 91,9 homes.
La renda mediana per habitatge era de 31.875 $ i la renda mediana per família de 36.806 $. Els homes tenien una renda mediana de 31.429 $ mentre que les dones 20.089 $. La renda per capita de la població era de 14.309 $. Entorn del 13,1% de les famílies i el 17,8% de la població estaven per davall del llindar de pobresa.

## Poblacions més properes
El següent diagrama mostra les poblacions més properes.